# رئاسة جورج بوش الأب
بدأت فترة ولاية جورش بوش الأب باعتباره الرئيس الحادي والأربعين للولايات المتحدة في 20 يناير من عام 1989 وانتهت في 20 يناير من عام 1993. كان بوش جمهوريًا من تكساس ونائب الرئيس لفترتين في عهد الرئيس رونالد ريغان. تولى بوش منصبه بعد فوزه على المرشح الديمقراطي مايكل دوكاكيس في الانتخابات الرئاسية لعام 1988. انتهت فترة رئاسته بعد هزيمته في الانتخابات الرئاسية لعام 1992 من قبل الديمقراطي بيل كلينتون. بوش، الرئيس الحادي والأربعين، هو والد الرئيس الثالث والأربعين جورج دبليو. بوش.
قادت الشؤون الدولية رئاسة بوش الأب، التي اجتازت نهاية الحرب الباردة وعصرًا جديدًا من العلاقات بين الولايات المتحدة والاتحاد السوفيتي. بعد سقوط جدار برلين نجح بوش بالضغط من أجل إعادة توحيد ألمانيا بالتعاون مع مستشار ألمانيا الغربية هلموت كول والتغلب على تردد غورباتشوف. قاد تحالفًا دوليًا من الدول التي غزت وهزمت العراق بعد أن غزا الأخير الكويت في حرب الخليج الثانية. على نطاق أصغر، وجه بوش غزوًا عسكريًا للإطاحة بالديكتاتور في بنما. وقع بوش على اتفاق التجارة الحرة لأمريكا الشمالية الذي شكل كتلة تجارية ثلاثية تتألف من الولايات المتحدة وكندا والمكسيك. واجه بوش في الشؤون الداخلية عجزًا كبيرًا متعلقًا بالميزانية الاتحادية نما إلى ثلاثة أضعاف منذ عام 1980. بالرغم من إصراره على التعهد بعدم رفع الضرائب، وافق بوش على ميزانية مع الكونغرس الذي يسيطر عليه الديمقراطيون والذي رفع الضرائب وخفض الإنفاق. عين اثنين من قضاة المحكمة العليا هما دايفيد سوتر الذي أصبح في نهاية المطاف عضوًا في الكتلة الليبرالية في المحكمة وكلارنس توماس الذي أصبح القاضي الأكثر محافظة في عصره.
في أعقاب انتصار الحلفاء في حرب الخليج الثانية، كان من المرجح على نطاق واسع أن يفوز بوش بإعادة انتخابه، ولكن كلينتون هزمه إلى حد كبير من خلال التركيز على الاقتصاد. بالرغم من هزيمته ترك بوش منصبه بنسبة استحسان لعمله وصلت إلى 56% وظل يحظى بشعبية كبيرة لدى الشعب حتى وفاته في عام 2018. ينظر المؤرخون بشكل عام إلى بوش الأب باعتباره رئيسًا سلبيًا غير نشط كان «ناجحًا في الشؤون الخارجية لكنه كان خيبة أمل في الشؤون الداخلية. صنف بوش في استطلاعات رأي المؤرخين وعلماء السياسة بشكل عام، كرئيس متوسط أو فوق المتوسط.

## انتخاب عام 1988
سعى بوش بعد أن خدم في مختلف المناصب الحكومية وخاصة منصب وكالة المخابرات المركزية، على الترشيح الرئاسي في الانتخابات التمهيدية للحزب الجمهوري في عام 1980. هزم من قبل رونالد ريغان، وهو حاكم سابق محافظ من ولاية كاليفورنيا. وسعيًا إلى تحقيق التوازن بين التذاكر وبين الاعتدال الإيديولوجي، اختار ريغان بوش نائبًا له. انتصر ريغان على الرئيس الديمقراطي جيمي كارتر في الانتخابات الرئاسية لعام 1980، وتولى بوش منصب نائب الرئيس في عام 1981. تجمع بوش وريغان علاقة ودية، وقد عمل نائب الرئيس كمستشار هام وظهر على العلن كنائب عن إدارة ريغان.
دخل بوش الانتخابات التمهيدية الرئاسية الجمهورية في عام 1988 في أكتوبر من عام 1987. وعد بتوفير «قيادة ثابتة ومتمرسة» وأيد ريغان ترشيحه بشكل خاص. كان منافسو بوش الرئيسيون المرشحون عن الحزب الجمهوري، زعيم الأقلية في مجلس الشيوخ بوب دول من كانساس وعضو الكونغرس جاك كيمب من نيويورك والمبشر التلفزيوني المسيحي بات روبرتسون. بالرغم من اعتباره المرشح الأول، جاء بوش في المركز الثالث في تجمع آيوا خلف دول وروبرتسون. بسبب الميزة المالية التي يتفوق بها بوش على دول، انتصر في الانتخابات التمهيدية في نيو هاميشاير ثم فاز في ولاية كارولينا الجنوبية وفي 16 ولاية من أصل 17 عقدت فيها الانتخابات التمهيدية يوم الثلاثاء الكبير. انسحب منافسو بوش من السباق بعد وقت قصير من الثلاثاء الكبير. ألقى بوش الذي انتقد في بعض الأحيان لافتقاره إلى البلاغة مقارنة بريغان، خطابًا جيدًا في المؤتمر الوطني الجمهوري لعام 1988. عرف هذا الخطاب باسم «ألف نقطة من الضوء»، ووصف رؤية بوش لأمريكا: أيد تعهد الولاء والصلاة في المدارس وعقوبة الإعدام وحقوق السلاح. تعهد بوش أيضًا بأنه لن يرفع الضرائب قائلًا: «الكونغرس سيدفعني لزيادة الضرائب وسأقول لا وسيضغطون علي وسأقول لا وسيضغطون علي مرة أخرى وكل ما يمكنني قوله لهم هو: اقرؤوا شفاهي، لا ضرائب جديدة». اختار بوش السيناتور غير المشهور دان كويل من ولاية إنديانا لمنصب نائب الرئيس. بالرغم من أن كويل جمع رقمًا قياسيًا في الكونغرس، حظي بشعبية كبيرة بين العديد من المحافظين وأملت الحملة أن سن كويل الصغير سيجذب الناخبين الأصغر سنًا.
في حين حقق بوش فوزًا سريعًا في الانتخابات التمهيدية للجمهوريين، أشار الكثيرون في الصحافة إلى المرشحين الديمقراطيين للرئاسة بأنهم «الأقزام السبعة» بسبب عدم وجود قادة بارزين للحزب في هذا المجال. رفض كل من السناتور تيد كينيدي والحاكم ماريو كومو الدخول في السباق، في حين انتهت حملات السناتور السابق غاري هارت والسناتور جو بايدن بوقوع جدل. في نهاية المطاف، برز الحاكم مايكل دوكاكيس، المعروف بترأسه التحول الاقتصادي في ماساتشوستس، كمرشح ديمقراطي للرئاسة، وهزم جيسي جاكسون، وآل غور والعديد من المرشحين الآخرين. أطلق دوكاكيس في صدارة استطلاعات الرأي، حملة لا مخاطرة فيها أثبتت عدم فعاليتها. هاجمت حملة بوش تحت إشراف الاستراتيجي لي أتواتر، دوكاكيس باعتباره متطرفًا ليبراليًا غير وطني. استغلت الحملة ويلي هورتون، وهو مجرم مدان من ولاية ماساتشوستس، كان قد اغتصب امرأة أثناء إجازته من السجن، ألقت حملة بوش اللوم على دوكاكيس الذي ترأس «الباب الدوار» مما سمح للمجرمين المدانين والخطرين بمغادرة السجن. دمر دوكاكيس حملته الخاصة بجولة في دبابة إم 1 أبرامز كانت محطًا للسخرية على نطاق واسع وبسبب أدائه الضعيف في المناظرة الرئيسية الثانية.
هزم بوش دوكاكيس بفارق 426 مقابل 111 في المجمع الانتخابي، وحصل على 53.4 % من الأصوات الشعبية الوطنية. كان أداء بوش جيدًا في جميع المناطق الرئيسية في البلاد، ولكن بشكل خاص في الجنوب. أصبح أول نائب للرئيس ينتخب رئيسًا منذ مارتن بورين في عام 1836، فضلًا عن كونه أول شخص يخلف رئيسًا من حزبه عن طريق الانتخابات منذ هربرت هوفر في عام 1929. احتفظ الديمقراطيون بالسيطرة على مجلس الكونغرس، في انتخابات الكونغرس المتزامنة.